# Ася Емилова
Ася Ангелова Емилова е български политик.

## Биография
Родена е на 24 декември 1945 г. в сливенското село Голямо Чочовени. През 1963 г. завършва педагогическата гимназия за начални учители в Казанлък. Докато е в гимназията е избирана за секретар на дружествено бюро и на ученическия комитет на Димитровския комунистически младежки съюз. След завършването си първоначално е дружинен ръководител, а впоследствие начален и прогимназиален учител в Кърджалийско. През 1977 г. завършва задочно „български език и литература“ в Софийския университет. След това работи като учител и директор на основното училище в село Стрелци. Известно време е кмет на селото. През 1984 г. е назначена за директор на Народно основно училище „Христо Ботев“ в Бяла Паланка. От 19 юни 1986 г. е член на Държавния съвет на Народна република България. Народен представител в IX народно събрание като безпартийна.